# Scotogramma campestris
Scotogramma campestris är en fjärilsart som beskrevs av Mcdunnough 1943. Scotogramma campestris ingår i släktet Scotogramma och familjen nattflyn. Inga underarter finns listade.